# عبد الحميد الرجوب
عبد الحميد الرجوب (بالعبرية: עבדול חמיד רג'וב) أو عبد الرجوب (بالعبرية: עבדול רג'וב) هو جاسوس فلسطيني لصالح إسرائيل، يُعد أول من أسس «غرف العصافير» داخل السجون والمعتقلات الإسرائيلية، والتي تهدف إلى الإيقاع بالأسرى الفلسطينيين ودفعهم للاعتراف بما لديهم من معلومات عبر أساليبٍ متنوعة.

## حياته
عبد الحميد الرجوب من مدينة الخليل في فلسطين، كان عنصرًا من عناصر حركة فتح في سبعينات القرن العشرين، وخلال هذه الفترة، تعرض للاعتقال في السجون الإسرائيلية، وعندها اتهمه أفراد من الحركة بالعمالة مع الاحتلال الإسرائيلي، فقام بتسليم نفسه لإدارة السجن، وقرر العمل مع المخابرات الإسرائيلية؛ بهدف الانتقام من كوادر الحركة. يُعد عبد الحميد الرجوب أحد أهم العملاء الفلسطينيين للاحتلال الإسرائيلي، وكان قد صدر بحقه حكمٌ بالإعدام في الضفة الغربية ومن قبل حركة فتح بعد أن كُشف أمره، ولكنه نجح في الهرب إلى إسرائيل، حيث يقيم هناك حاليًا. تذكر المصادر أنَّ عبد الحميد كان قد أبلغ عن شقيقه وتسبب في اعتقاله سنواتٍ طويلة في السجون الإسرائيلية.
يُعد عبد الحميد الرجوب أول من أسس «غرف العصافير» داخل السجون والمعتقلات الإسرائيلية، والتي تهدف إلى الإيقاع بالأسرى الفلسطينيين ودفعهم للاعتراف بما لديهم من معلومات عبر أساليبٍ متنوعة. وحسب دراسةٍ أصدرتها اللجنة العلمية من الأسرى الفلسطينيين في سجن نفحة فقد حذرت من أنَّ «90% من اعترافات المقاومين الفلسطينيين أثناء التحقيق تنتزع عن طريق العملاء الذين يصطلح عن تسميتهم (بالعصافير) مشددة على ضرورة توعية المقاومين الفلسطينيين بخطورة شراك العملاء وخداعهم»، حيث يتواجد العصافير في السجون الإسرائيلي، ويكون هدفهم إضافةً لانتزاع الاعترافات بالحيل والخداع، إضعاف عزيمة الأسير وهزيمته نفسيًا.
حسب المصادر فإنَّ عبد الحميد كان قد تزوج أربع مرات، من فلسطينية وسورية وروسيتين. أنجبت زوجته الأولى ثمانية أطفال، يعيش ستة منهم اليوم في إسرائيل، كما أنَّ لديه أربعة أطفال من زوجاته الأخريات. وحسب نفس المصدر أنه في منتصف ثمانينيات القرن العشرين، بدأ الرئيس السوري حافظ الأسد في تنفيذ حملةٍ شملت اعتقال الخلايا الفلسطينية، ويذكر عبد الحميد «أراد فضح شبكة تجسس إسرائيلية، وكنت جزءًا منها»، لذلك هرب قبل أن يُقبض عليه، أما زوجته السورية، حسب قوله، فقد قُتلت على يد رجال بشار الأسد، الذين ضربوها لانتزاع معلوماتٍ منها، أما عن ابنته من هذه الزوجة فيقول «الابنة التي ولدت منها لا تزال موجودة. والدة زوجتي توسلت إليّ أن أترك الفتاة معها، لأنها الذكرى الوحيدة لابنتها. وفعلت ذلك، ووالدّي زوجتي يعتنون بها، وأنا على اتصال بها حتى يومنا هذا، وهي في مكان آمن في سوريا». أما عن زوجته الأولى الفلسطينية، فذكر أنها ما زالت تعيش في الخليل و«غير مهتمة بمغادرة القرية والانتقال للعيش في إسرائيل. لا أحد يجرؤ على مضايقتها أو مضايقة أطفاله، الذين يعيشون في إسرائيل ويسافرون أحيانًا لزيارة والدتهم في القرية».
كما تذكر المصادر أنَّ عبد الحميد تعرض لمحاولات القتل أربع مرات، وأنه عندما كان هُناك احتمال نجاح إحدى هذه المحاولات، بلغه جهاز الأمن العام الإسرائيلي بضرورة مغادرة أراضي السلطة الوطنية الفلسطينية، ولكنه تأخر فأصيب في إحدى المحاولات، ومنذ ذلك الوقت انتقل لإسرائيل ونادرًا ما يتوجه إلى الضفة الغربية. قامت إسرائيل بمنحه شقةً في اللد ثم في حيٍ ديني بالقدس، ولكن السكان الإسرائيلين لم يُعجبهم وجود عربي بجانبهم، فنُقل إلى عسقلان، حيث يعمل رئيسًا للطباخين في فندقٍ على البحر الأبيض المتوسط، ويُلقي أحيانًا محاضراتٍ عن الأمن والشرق الأوسط في معهد ترومان في الجامعة العبرية.
يذكر موقع حركة الأحرار الفلسطينية أنَّ الأسير الفلسطيني المُحرر إمطير فرهود أبو خبيزة (أبو المعتصم) الذي كان قد اعتقل في 20 سبتمبر (أيلول) 2002 من مدينة أم الفحم بعد محاصرة منزله من قبل شرطة الاحتلال الإسرائيلي، ووجهت إليه العديد من التهم، كان من ضمنها «التخطيط لاغتيال كمال حماد العميل المتهم باغتيال الشهيد يحيى عياش، والتخطيط لاغتيال العميل عبد الحميد رجوب مؤسس ما يسمى "بالعصافير" داخل السجون» وغيرها من التهم، وبناءً عليها حُكم بالسجن 21 عامًا، وبعد جولاتٍ من المحامين خفض الحكم إلى 11 عامًا، ثم إلى ثماني أعوام ونصف تنفيذ فعلي وسنتين ونصف وقف تنفيذ.
تذكر المصادر أنَّ لعبد الحميد إخوة آخرين، ومساراتهم في الحياة مُختلفة عنه، منهم شقيقه محمد الذي كان عضوًا في خلية فتح التي يقودها أبو علي شاهين، وكان قد قُتل محمد في أواخر ستينيات القرن العشرين في ظروفٍ غامضة، ولم يُعثر على جثته ولم يُعرف من قتله، ولكن التقديرات تُشير إلى تورط قوات الأمن الإسرائيلية في ذلك. وله أيضًا شقيق آخر يسمى يونس، وهو مناضل فلسطيني سُجن في إسرائيل لتنفيذه هجماتٍ تسببت في مقتل جنودٍ إسرائيلين. كما يُوجد من أقاربه موسى الرجوب، الذي أعدمه تنظيم فتح رميًا بالرصاص في 23 أبريل (نيسان) 2002، وذلك أثناء توقيفه لكونه عميلًا لإسرائيل، وحسب عبد الحميد فإنَّ تنظيم فتح خطف موسى من المستشفى بسبب خطأ من الشاباك، وقال «أخبرت الشخص الذين هددني أنني سأتواصل معه ومع أي شخص له دور في القتل. تمكنا من الوصول إلى جميع الأشخاص السبعة عشر الذين شاركوا في الإعدام خارج نطاق القانون - الشخص الذي جر موسى في السيارة، والشخص الذي علقه على عمود والشخص الذي طرق رأسه بالحجر، وقلت له: هل نأتي أم لا نأتي؟».

## المقابلات

### الصندوق الأسود
ظهر الرجوب لأول مرة إعلاميًا خلال فيلمٍ وثائقي عرضته قناة الجزيرة في آب (أغسطس) 2014 ضمن برنامج الصندوق الأسود، حيث تحدث فيه عن تجربته: «في سبعينات القرن الماضي، وعندما كنت ناشطًا في حركة فتح، خططت لعملية كبيرة في القدس، وقبل أيام من موعد التنفيذ، اعتقلتني القوات الإسرائيلية، وخلال فترة التحقيق، ادعى أحد عناصر فتح بأنني سبب اعتقال بقية الخلية، بعد أن وشيت بهم. وفي هذه اللحظة، قررت شن حرب على فتح، وقلت لهم بشكل واضح: سأحاربكم بكل الوسائل، وسأتحالف مع الشيطان لأدمركم»، وأكمل «بعد ذلك أسست غرف العصافير في السجون، وبدأت الفكرة عندما توجهت للمخابرات الإسرائيلية، وعرضت عليهم تحويل غرف السجون لمراكز تحقيق، فبدأت بالغرفة الأولى في سجن جنين، ثم تطورنا، وانتشرت الفكرة في جميع السجون»، ثم أضاف «حققت إنجازات كبيرة للمخابرات الإسرائيلية، فبدل أن يمكث الأسير شهرين وثلاثة في التحقيق، أنا قصرت المدة لساعة واحدة فقط، حيث كنت أدعي أمام الأسرى أنني مسؤول في فتح، فيبدأ الأسير بالحديث عن النشاطات والفعاليات التي قام بها، ثم أنقل هذه المعلومات للمخابرات». وذكر عبد الحميد أنَّ هناك قرابة 13 ألف جاسوس فلسطيني في إسرائيل.
كما ذكر في لقائه عن مخططات الاحتلال الإسرائيلي لاغتيال شخصياتٍ معينة تمثل تيارًا مضادًا لسياستها، فكشف عن الأسباب الكامنة لاغتيال خليل الوزير في تونس عام 1988 مع بدء المفاوضات السرية بين إسرائيل وحركة فتح، حيث أنَّ خليل الوزير كان معارضًا لهذه المفاوضات ويعتبرها « تطبيعًا مرفوضًا وخيانة»، ولكن إسرائيل مطلعة تمامًا على هيكلية حركة فتح التي يمثل كل شخص فيها تيارًا معينًا بموته يتفكك هذا التيار لكياناتٍ صغيرة.

#### التهديد
كانت شركة ترانس ميديا للإنتاج الفني قد شاركت في إنتاج الفيلم الوثائقي لصالح قناة الجزيرة، والذي بُثَّ يوم 29 أغسطس (آب) 2014، وحسب «المركز الفلسطيني للتنمية والحريات الإعلامية» فإنه في نفس اليوم تعرض صاحب ورئيس مجلس إدارة الشركة عامر الجعبري وهو من مدينة الخليل وإحدى مديرات الشركة وهي من داخل الخط الأخضر، وفضلت عدم الكشف عن اسمها لوسائل الإعلام، وجاء هذه التهديد من عبد الحميد الرجوب مباشرةً نظرًا لأنَّ الفيلم أظهره «بأبشع صورة».

### مكور ريشون
ظهر عبد الحميد الرجوب ليتحدث عن قصته الشخصية في مقابلةٍ حصريةٍ لصحيفة مكور ريشون التابعة للموقع الإخباري العبري NRG [الإنجليزية]، حيث يذكر في بداية المقابلة «أنا عبد الرجوب، عملت طيلة عشرات السنوات متعاونًا مع دولة إسرائيل، ولكن لم أخن الشعب الفلسطيني. لقد عملت على منع إلحاق الأذى ببني البشر، حاربت الإرهاب، وأنقذت حياة البشر».
أعاد الموقع الإخباري العبري نشر أجزاءٍ هامةٍ من المقابلة باللغة العربية، حيث بينّت أنَّ عبد الحميد لا يُخفي حقيقة كونه قد عمل جاسوسًا لصالح إسرائيل، وأنه رُبما يستند على اسم عائلته، كونها عائلة عريقة ومعروفة في المجتمع الفلسطيني، خصوصًا في مدينة الخليل. كما ذكر تقرير الموقع أنَّ الإسرائيليين يعرفون اسم العائلة من السياسي الفلسطيني جبريل الرجوب، حيث أنَّ والده هو ابن عم عبد الحميد الرجوب، وكان عبد الحميد قد ذكر «هناك قرابة قريبة بيني وبين القيادي جبريل الرجوب. والعلاقة بيننا قوية لأننا ترعرعنا معًا»، ويذكر أيضًا بعض النقاط حول السياسي الفلسطيني نايف رجوب شقيق جبريل الرجوب. كما كشفت المقابلة أنَّ عبد الحميد لم يعمل وحده جاسوسًا، فكان قد جند أخيه وأخته من بين إخوته السبعة عشر، للعمل معه وهم يعيشون في إسرائيل، كما ذكر عبد الحميد أنه يُقيم حاليًا في مدينة عسقلان الجنوبية الواقعة بالقرب من قطاع غزة، ويذكر أيضًا «لدي أصدقاء حاخامات كثيرون. ساهمت في كتاب التوراة أيضًا».
تحدث عبد الحميد في المقابلة عن المرة الأولى التي وصل فيها إلى مدينة تل أبيب «في بداية السبعينيات، بحثت عائلة يهودية قدمت إلى إسرائيل من حلب في سوريا عن عامل نظافة في مطعم لها في تل أبيب. أرسلني والدي، الذي عرف صاحب المطعم، عندما كنت ابن 16 عامًا للعمل في المدينة اليهودية الكبيرة»، وأنه تطور في العمل حتى أصبح طاهيًا رئيسيًا، ثم تعلم العبرية وتعاليم اليهودية، واستأجر له صاحب المطعم شقة فتعرف فيها على شابةٍ يهودية وأصبح على علاقة معها، وأنه أصبح مستقرًا في نهاية الثمانينيات في إسرائيل. في تلك الأثناء، بدأ يسمع عن الانتفاضة في الضفة الغربية وعن مواجهات بين إسرائيل والفلسطينيين.
توضح المقابلة أيضًا، أنه في يوم من الأيام وصل إلى المطعم أحد عناصر الشاباك واسمه «أبو حسن»، وكان قادرًا على تحدث العربية بطلاقة، وبعد محادثاتٍ نجح في تجنيد عبد الحميد للعمل في صفوف الشاباك، والهدف من تجنيده هو زرعه داخل منظمة التحرير الفلسطينية. يعقب عبد الحميد على ذلك «حصلت على مال ولا أتذمر. ولكن لم أنضم إلى الشاباك بسبب المال. فقد أحببت العمل المميز وفهمت أن الصراع الفلسطيني ليس حقيقيًا، وأن الفساد يسود في كل حدب وصوب، وبالمقابل، تشكل إسرائيل واقعًا حقيقيًا غير قابل للتغيير»، ويذكر «أعتقد أن ما قمت به كان من أجل مصلحة إسرائيل وأمنها، ومن أجل عالم أفضل. من الواضح أن ما قمت به من أجل الصهيونية. أعتقد أن اليهود شعب رائع، وأن التعامل معنا يجب أن يكون مختلفًا تمامًا. وإذا أردت أن تعرف رأيي، فيجدر بنا أن نوقد المشاعل فخرًا بدولة إسرائيل. يشكل المتعاونون جزءًا من المنظومة الأمنية في دولة إسرائيل».

## وصلات خارجية
- الصندوق الأسود - عملاء إسرائيل.. الجريمة والعقاب على يوتيوب عبر قناة الجزيرة